# سامی جو اسمال
سامی جو اسمال (انگلیسی: Sami Jo Small؛ زادهٔ ۲۵ مارس ۱۹۷۶) بازیکن هاکی روی یخ اهل کانادا بود.
از افتخارات وی میتوان به کسب مدال ۲ مدال طلا و ۱ مدال نقره هاکی روی یخ در بازی‌های المپیک زمستانی اشاره کرد.